# Vetenskapens hus i Stockholm
Vetenskapens Hus erbjuder aktiviteter i högskolemiljö inom naturvetenskap, matematik och teknik. Verksamheten startade 2001 som ett samarbete mellan Kungliga Tekniska högskolan (KTH) och Stockholms universitet.
I Vetenskapens Hus möts skolungdomar, lärare, studenter, forskare samt näringslivet. Målet är att öka intresset för naturvetenskap och teknik i Sverige.
Verksamheten ligger dels vid AlbaNova universitetscentrum vid KTH i Stockholm, dels i Bergianska trädgården vid Brunnsviken - Naturens Hus.
Innehållet i ett besök är utformat så att eleverna under ett par timmar gör experiment och exkursioner, går vandringar i student- och forskarmiljöer, lyssnar till föreläsningar om aktuella ämnen och diskuterar naturvetenskap och teknik.

### Fotnoter
1. 1 2 3 4  ”Om oss”. Vetenskapens hus. Arkiverad från originalet den 27 maj 2012. https://web.archive.org/web/20120527134054/http://vetenskapenshus.se/?q=node%2F7. Läst 13 september 2012.